# Vill du möta mig därhemma
Vill du möta mig därhemma är en sång från 1874 med text och musik av Robert Lowry.

## Publicerad i
- Hemlandssånger 1891 som nr 439 under rubriken Hoppet. Hemlängtan med inledningen Vill du möta mig hos Jesus Hemma i min Faders land?
- Frälsningsarméns sångbok 1929 som nr 499 under rubriken De yttersta tingen och himmelen.
- Musik till Frälsningsarméns sångbok 1930 som nr 499.
- Frälsningsarméns sångbok 1968 som nr 579 under rubriken Evighetshoppet.
- Frälsningsarméns sångbok 1990 som nr 716 under rubriken Framtiden och hoppet.